# Colibrí ermità barbablanc
El colibrí ermità barbablanc (Phaethornis hispidus) és una espècie d'ocell de la família dels troquílids (Trochilidae).

## Descripció
És un ermità gris i verd de la selva tropical del sotabosc. Fa fa uns 13 a 14 cm de llarg i pesa de 4 a 6 g. Gris per sota, verd a dalt amb gropa grisa i plomes centrals llargues i blanques de la cua. Bec força llarg, lleugerament corbat cap avall, i gola i bigoti blancs prominents. No hi ha dimorfisme sexual. S'assembla al colibrí ermità becgròs, que és més de color marró parda (no gris) i té una mandíbula inferior vermella o ataronjada (no groga). Es troba en una varietat d'hàbitats del bosc tropical de les terres baixes; més comú al voltant de les vores del bosc, al llarg dels rius i al voltant de les heliconies.

## Distribució
Habita boscos i matolls de l'est de Colòmbia, sud-oest i sud de Veneçuela, est de l'Equador i del Perú, nord i est de Bolívia i sud-oest i centre del Brasil.
És una espècie en un territori molt ample. En certes lloc perd hàbitat per les activitats humanes, sobretot la desforestació. A la Llista Vermella de la UICN és classificada com a risc mínim.